# Taze (Birmanie)
Taze (birman : တန့်ဆည်) est une ville située dans le district de Shwebo (en), dans la région de Sagaing, en Birmanie,,.